# Trave-Kaserne
Die Trave-Kaserne war eine Kaserne der Bundeswehr in Lübeck, in der von 1969 bis 1993 hauptsächlich Pioniereinheiten der 6. Panzergrenadierdivision untergebracht waren. Teile der Kaserne waren in den 1930er Jahren von den Nationalsozialisten für die Wehrmacht errichtet und zunächst durch eine Artillerieabteilung 1938 bezogen worden. Nach Beginn des Zweiten Weltkriegs wurde in der Kaserne im Juni 1940 ein Kriegsgefangenenlager für Offiziere (Oflag X-C) eingerichtet, das bis zur Befreiung am 2. Mai 1945 bestand. Zwischen 1945 und 1966 wurde das Lager zur Unterbringung von deutschen Kriegsgefangenen, Displaced Persons und von Flüchtlingen genutzt. Ab 1964 begannen die Arbeiten zur Wiederinbetriebnahme der Kaserne, die zunächst noch Artillerie-Kaserne hieß. Die 1971 erfolgte Umbenennung der Kaserne nahm Bezug auf die durch die Stadt fließende Trave. Sie umfasste etwa 17½ Hektar. Sie wurde zum 31. Dezember 1993 aufgegeben. 1994 bis 2009 wurde das Gelände wiederum als Flüchtlingsunterkunft genutzt und eine Außenstelle der Bundesanstalt für Ausländerangelegenheiten untergebracht. Im Zuge der zivilen Konversion der Flächen wurden die Kasernenanlagen teilweise abgebrochen oder umgenutzt. Es entstanden Wohnungen, soziale und kommunale Einrichtungen.

## Bau und Nutzungsgeschichte
Mit dem Aufbau der Wehrmacht und der Wiedereinführung der Wehrpflicht durch die Nationalsozialisten im Deutschen Reich ab 1935 bestand ein erheblicher zusätzlicher Unterbringungsbedarf. In Lübeck begann deshalb 1936 die Planung für einen Kasernenneubau zur Stationierung der schweren Artillerie-Abteilung der 30. Infanteriedivision. Das höher gelegene Areal an der Vorwerker Straße entlang der neuen Reichsautobahn Lübeck – Hamburg wurde für artilleristische Richtübungen als geeignet angesehen. Für 5½ Millionen Reichsmark sollte die neue Kaserne entstehen.
Auf dem südwestlichen Teil des Geländes, der später für die Bundeswehr als Technischer Bereich eingerichtet wurde und heute den Stadtverkehr Lübeck beheimatet, entstand 1938 zunächst ein Barackenlager. Denn bereits am 10. November 1938 erfolgte hier die Aufstellung der II. Abteilung des Artillerieregiments 66. 1939 wurden zwar fünf Unterkunftsgebäude im Rohbau fertiggestellt, die schließlich erst 1940 bezugsfertig waren. Doch wurde diese Einheit für den ab 1. September 1939 vollzogenen Überfall auf Polen eingesetzt. Bereits am ersten Kriegstag fiel der Kommandeur der Artillerieabteilung, Major Wilhelm Kleinau. Die Nationalsozialisten ehrten ihn durch die Benennung der Artilleriekaserne in Lübeck als „Major-Kleinau-Kaserne“. Obwohl durch den Zweiten Weltkrieg die meisten Einheiten sich im Fronteinsatz befanden, wurden die Bauarbeiten an der Kaserne fortgesetzt. Erst 1943 erfolgte ein Baustopp. In den bereits errichteten Gebäuden waren Marschbataillone und eine Genesenenkompanie untergebracht.
In den Baracken und Teilen der Kasernengebäude wurde im Juni 1940 ein Kriegsgefangenenlager für Offiziere untergebracht, das so genannte Oflag X-C. Zu den Kriegsgefangenen gehörten auch Jakow Iossifowitsch Dschugaschwili, Sohn von Josef Stalin, und Robert Blum, Sohn vom Léon Blum. Im April 1945 befanden sich noch 1368 Gefangene im Lager, das am 2. Mai 1945 durch britische Truppen befreit wurden.
Die Kaserne kam sodann von 1945 bis 1949 unter britische Verwaltung und hieß in dieser Zeit „Norfolk Barracks“. Zunächst brachten die Alliierten 1945 deutsche Kriegsgefangene unter, bevor die Kaserne ab 1947 eine Nutzung als Lager für Displaced Persons und Flüchtlinge bis 1966 erfuhr. Ab 1964 wurde die Kaserne für eine Nutzung durch die Bundeswehr ertüchtigt. So wurden Wirtschafts- und Stabsgebäude für 18 Millionen DM neu errichtet. Am 28. Oktober 1966 fand das Richtfest hierfür statt.
Das am 16. Oktober 1963 in der Neuen Kaserne (ab 30. Oktober 1964 „Lettow-Vorbeck-Kaserne“) in Bad Segeberg als Einheit der 6. Panzergrenadierdivision mit zunächst drei Kompanien aufgestellte leichte Pionierbataillon 537 zog am 16. Oktober 1969 in die modernisierte Kasernenanlage in Lübeck ein.
Ebenfalls im Oktober 1969 verlegte die Panzerpionierkompanie 170 der Panzerbrigade 17 in die Artillerie-Kaserne nach Lübeck. Diese Einheit war am 17. November 1960 in der von-Estorff-Kaserne in Hamburg, der späteren Lettow-Vorbeck-Kaserne, aus Teilen des Pionierbataillon 6, der Panzerbrigade 18 sowie der Panzergrenadierbrigade 16 aufgestellt worden.
In der ersten Jahreshälfte 1970 war die 2./Panzergrenadierbataillon 163 kurzfristig in der Trave-Kaserne untergebracht. Mitte 1970 bezog die Fernmeldeausbildungshundertschaft Küste des Bundesgrenzschutzes die frei gewordenen Unterkünfte.
Zum 1. April 1970 erfolgte mit der Umgliederung des Heeres die Umbenennung des Bataillons in leichtes Pionierbataillon 13 und ein Unterstellungswechsel zur Heimatschutzbrigade 13. Doch bereits zum 1. November 1970 verließ das Bataillon die Heimatschutzbrigade wieder und wurde erneut der 6. Panzergrenadierdivision unterstellt. Zugleich erhielt es eine 4. Kompanie als Geräteeinheit.
Am 22. April 1971 wurde die Artilleriekaserne in Trave-Kaserne umbenannt.
Am 5. Oktober 1971 begann die Aufstellung des Pionierübungsplatzes (Land und Wasser) Teerhofinsel in Lübeck, der eine Fläche von 65,9 Hektar umfasste. Er wurde dem leichten Pionierbataillon 13 unterstellt. Er diente zugleich auch Einheiten des Bundesgrenzschutzes, der Bereitschaftspolizei, dem Technischen Hilfswerk und dem Zivilen Bevölkerungsschutz. Am 29. September 1983 konnten die Arbeiten zur Errichtung der notwendigen Infrastruktur des Übungsplatzes abgeschlossen werden.
Mit der Einweihung eines Gedenksteins am 17. November 1971 in der Trave-Kaserne sollte den Opfern der vergangenen Kriege der Angehörigen der Pioniertruppe gedacht werden.
Die zum 1. März 1959 mit Einnahme der Heeresstruktur 2 aus der 3. Kompanie des Pionierbataillon 6 in der Fünf-Seen-Kaserne in Plön aufgestellte Panzerpionierkompanie 180 der Panzerbrigade 18 wurde am 20. Dezember 1962 nach Eutin in die Rettberg-Kaserne verlegt, wo sie bis zum 10. November 1969 einquartiert war und sodann in die Rantzau-Kaserne in Boostedt kam. Schließlich zog sie im Januar 1973 in die Trave-Kaserne. Sie übernahm dort die Quartiere, die die Fernmeldeausbildungshundertschaft Küste des Bundesgrenzschutzes zuvor verlassen hatten.
Am 1. Oktober 1973 wurde das leichte Pionierbataillon 13 zum leichten Pionierbataillon 610 umbenannt. Damit wurde auch im Namen der Unterstellung unter die 6. Panzergrenadierdivision Rechnung getragen, nachdem das Bataillon nur kurz der Heimatschutzbrigade 13 unterstellt gewesen war.
Zum 1. Oktober 1980 änderte sich mit der Einführung der Heeresstruktur 4 nicht nur der Name des bisherigen leichten Pionierbataillons 610 zum Pionierbataillon 61. Vielmehr wird die 4. Kompanie von einer Geräteeinheit aktiv gesetzt. Zudem wird eine 5. Kompanie als Maschinen- und Brückenkompanie aufgestellt.
Die aus der Fahrschulgruppe Pionierbataillon 61 umgegliederte Fahrschulgruppe Lübeck 1 tat ab dem 1. August 1986 in der Trave-Kaserne ihren Dienst.
Durch das Ende des Kalten Krieges und mit der Deutschen Wiedervereinigung begann die Verkleinerung der Bundeswehr. Dies hatte auch für die Trave-Kaserne und die in ihr stationierten Einheiten weitreichende Folgen: am 24. Mai 1991 wurde die Schließung der Trave-Kaserne in Lübeck als einer von 213 in den alten Bundesländern vollständig aufzugebenden Bundeswehrstandorten bekannt gegeben. Die Panzerpionierkompanie 170 wurde zum 31. März 1992 aufgelöst. Aus der Hanseaten-Kaserne wurde am 9. April 1992 die Fahrschulgruppe Lübeck 2 in das ehemalige Unterkunftsgebäude der Panzerpionierkompanie 170 verlegt. Am 17. August 1992 zog die Kreisgeschäftsstelle des Reservistenverbandes Lübeck, Kreisgruppe Ostholstein-Ost von der Hanseaten-Kaserne in die Trave-Kaserne. Die Panzerpionierkompanie 180 verließ am 20. Januar 1993 die Trave-Kaserne mit dem Ziel der Fünf-Seen-Kaserne Plön und wurde mit der Pionierkompanie 510 am 1. April 1993 zur neuen Panzerpionierkompanie 510 umgegliedert, die der Panzerbrigade 18 unterstellt war. Der Reservistenverband verlegte am 10. März 1993 seine Kreisgeschäftsstelle nach Eutin zum Panzeraufklärungsbataillon 6. Zum 31. März 1993 wurden auch die Fahrschulgruppen Lübeck 1 und 2 außer Dienst gestellt. Und am 30. September 1993 kam das Aus für das Pionierbataillon 61 und den Pionierübungsplatz Land/Wasser Teerhofinsel.
Zur medizinischen Versorgung war in der Trave-Kaserne der Sanitätsbereich 11/25 mit Material ausgestattet. Der Kasernenfeldwebel Lübeck war in der Trave-Kaserne stationiert. Der Evangelische Standortpfarrer Lübeck war ebenfalls in der Kaserne beheimatet. Zudem bestand das Feste Fernmeldezentrum der Bundeswehr 117/201 vom 1. April 1989 bis 31. Dezember 1994, der Fernmelderevisionsdiensttrupp 117/201 vom 1. Januar 1971 bis zum 30. November 1994 und der Fernmelderevisionsinstandhaltungstrupp 117/201 vom 1. November 1965 bis zum 30. November 1994.
Der Standort verfügte über den 1965 errichteten Standortübungsplatz Wüstenei mit etwa 386 Hektar Gesamtfläche, auf dem die Standortmunitionsniederlage 114/3 zwischen dem 1. Oktober 1979 und dem 30. September 2001 sowie die Übungsschießanlage Fliegerabwehr aller Truppen zwischen dem 1. Oktober 1975 und dem 30. September 1995 eingerichtet war. Die Bundeswehr nutzt den Übungsplatz bis heute.
Die Trave-Kaserne wurde zum 31. Dezember 1993 geschlossen.

## Konversion
Die Abgabe der Kasernenanlage durch die Bundeswehr erfolgte bereits im November 1993. Am 1. Dezember 1994 wurden an die Stadt Lübeck Teilflächen mit Sportanlagen und für die Ansiedlung von Gewerbebetrieben für 13,234 Millionen DM verkauft. Am 19. Januar 1995 folgte dann die Veräußerung eines weiteren Teils an die Diakonie für ein Behindertenheim für 1,45 Millionen DM. Ein 6,7 Hektar großes Teilstück wurde an das Land Schleswig-Holstein zur Unterbringung von Asylbewerbern vermietet. Zur Freigabe der Cambrai-Kaserne in Lübeck wurden das Technische Hilfswerk und der Katastrophenschutz Lübeck in die Trave-Kaserne 1995 umgesetzt.
Seit der Aufgabe der Trave-Kaserne 1993 hatte das Landesamt für Ausländerangelegenheiten Schleswig-Holstein eine Erstaufnahmeeinrichtung für Asylsuchende und eine Zugeordnete Gemeinschaftsunterkunft mit etwa 300 Plätzen eingerichtet, die vom Arbeiter-Samariter-Bund betrieben wurden. Auf dem Gelände befand sich zugleich auch eine Außenstelle des Bundesamtes für Migration und Flüchtlinge. Im September 2007 gab das Innenministerium des Landes Schleswig-Holstein bekannt, die Lübecker Einrichtungen schließen zu wollen. Zum 31. Dezember 2009 wurde dieser Schritt vollzogen und die Asylbewerber in Schleswig-Holstein anderweitig untergebracht.
Als 2013 die Zahl der Asylbewerber zunahm, wurden Überlegungen zur Reaktivierung der Flüchtlingsunterkunft in der ehemaligen Trave-Kaserne angestellt, die jedoch aufgrund des Zustandes der Gebäude verworfen wurde.
Die Stadtwerke Lübeck errichteten auf einer Grundstücksfläche von 80.900 Quadratmetern Abstellhallen mit 12.200 Quadratmetern, Werkstattgebäude mit 9400 Quadratmetern, Fahrdienstgebäude mit 800 Quadratmetern und Verwaltungsgebäude mit 3500 Quadratmetern. Der Bau vollzog sich in zwei Abschnitten. Der Bauantrag für den 1. Bauabschnitt datiert auf den 15. Juli 1995, der für den 2. Bauabschnitt auf den 27. November 1995. Bereits am 10. November 1995 konnte für den 1. Bauabschnitt und am 18. Januar 1996 für den zweiten Bauabschnitt der Baubeginn erfolgen. Die Grundsteinlegung wurde am 6. Mai 1996 und das Richtfest am 12. Dezember 1996 gefeiert werden. Die Anlagen wurden am 8. März 1998 fertiggestellt.
Heute befinden sich in den früheren Unterkunftsgebäuden der Kaserne Wohnungen sowie auf dem ehemaligen Kasernengelände eine Meierei und Metallwerkstatt der Diakonie, der Betriebshof der Stadtwerke Lübeck Mobil, der Sitz des Ortsverbandes Lübeck des Technischen Hilfswerks und Gebäude für städtische Einrichtungen wie die Entsorgungsbetriebe, Stadtgrün und Verkehr sowie der Bereich Beleuchtung.